# Heterocallia cruda
Heterocallia cruda är en fjärilsart som beskrevs av Louis Beethoven Prout 1935. Heterocallia cruda ingår i släktet Heterocallia och familjen mätare. Inga underarter finns listade i Catalogue of Life.